# 佛跳牆 (電影)
《佛跳牆》，為1977年香港邵氏公司發行，李翰祥執導之電影，取材於民間濟公信仰。

## 概述
故事主要由四個單元組成：
- 一、濟顛假意盜走雞蛋店一對母子的錢筒，眾人追趕濟顛途中雞蛋店後牆壁突然倒塌，因而逃過死劫。
- 二、賣菜的張四喜生活貧苦，恰逢其妻病重，不得已向專放高利貸的錢如命借了拾千錢，四個月後張四喜還不出錢，錢如命在大街上拽住張四喜催討，濟顛居中調解，以手掌作刀割下張四喜右頰肉瘤並接在錢如命左頰上，濟顛告誡錢如命做好事能讓肉瘤慢慢消退或做壞事讓肉瘤變大，但錢如命做壞事使自己的左頰肉瘤變得非常大。
- 三、青年張文魁於道路上遭假扮頭陀的通緝大盜李通明劫走二百兩白銀，身上一毛不剩，衣服更被扒光後丟在河畔邊，經濟顛救活後兩人相偕到客棧飽餐一頓時巧遇頭陀，濟顛以櫻桃幻化成夜明珠誆騙住頭陀以二百五十兩白銀買下，且幫濟顛和張文魁付了一萬二千四百錢的酒菜錢，但頭陀被假夜明珠爆炸而狼狽不堪。
- 四、秦丞相為擴建丞相府而缺樑木，遂遣家丁欲拆除靈隱寺涼亭以取木料，因濟公阻撓而未得逞；秦丞相之子秦恒在市街上與玉珍擦撞，見其容貌姣好心生褻瀆之意，一路尾隨至店舖並向店主打探，得知玉珍乃店主王興之妻；濟顛因阻撓秦丞相拆廟取木而被抓去關在丞相府的柴房中，而隔壁柴房關押的正是玉珍，家丁們將王興押至柴房邊的後院鞭打，秦恒則入柴房內欲調戲玉珍，卻看見濟癲在隔壁柴房，慌亂中玉珍趁隙逃出柴房緊抱被綁在院中的王興，秦恒命家丁將其拉開，被拉開倒地後的玉珍見王興身上都是鞭痕，便撲向咬住秦恒的大腿，秦恒拔劍欲刺殺玉珍，濟顛急施法使秦恒昏厥倒地不起身染忽冷忽熱和頭大如斗之怪病，經臨安城內兩大名醫診斷都束手無策下，只好求助於濟癲，治癒後濟癲告誡秦恒千萬不可再生歹念，否則悔之莫及。秦恒病癒後又馬上心生歹念欲再將玉珍據為己有，頭又像吹氣球般越來越大終至爆炸，使整個秦家陷入火海。

透過此四則小故事，借濟公之善行以針砭官僚權貴、惡霸流氓的惡行，並表以善惡終有報的真理。

## 人物角色
| 角色名稱 | 演員     | 備註                                       |
| -------- | -------- | ------------------------------------------ |
| 濟顛     | 野峰     |                                            |
| 錢如命   | 詹森     |                                            |
| 張四喜   | 楊志卿   |                                            |
| 張文魁   | 田青     |                                            |
| 李通明   | 辛樹華   | 頭陀                                       |
| 玉珍     | 邵音音   | 王興妻                                     |
| 王興     | 艾飛     | 玉珍夫                                     |
| 秦恒     | 于榮     | 丞相之子                                   |
| 秦丞相   | 井淼     |                                            |
|          | 歐陽莎菲 | 丞相夫人                                   |
| 秦二     | 姜南     | 丞相府管家                                 |
|          | 忻正一   | 丞相府家丁                                 |
|          | 金鑫     | 丞相府家丁                                 |
|          | 丁東     | 丞相府家丁                                 |
| 苗為方   | 顧文宗   | 大夫                                       |
| 湯一帖   | 郝履仁   | 大夫                                       |
|          | 王憾塵   | 客棧掌櫃                                   |
|          | 曾楚霖   | 店伴、第三段故事中，客棧二樓雅座的店小二。 |
|          | 張石庵   | 店伴                                       |
|          | 金軍     | 債戶                                       |
|          | 吳杭生   | 鄉民                                       |
|          | 王清河   | 鄉民                                       |
|          | 沈勞     | 鄉民                                       |
|          | 盧葦     | 鄉民                                       |
|          | 西瓜刨   | 鄉民                                       |
|          | 馮敬文   | 鄉民                                       |
|          | 馮明     | 鄉民                                       |
|          | 金天柱   | 鄉民                                       |
|          | 張照     | 鄉民                                       |
|          | 張作舟   | 鄉民                                       |
|          | 杜永亮   | 鄉民                                       |
|          | 黃公武   | 鄉民                                       |
|          | 劉準     | 鄉民                                       |
|          | 方茹     | 鄉民                                       |
|          | 呂紅     | 鄉民                                       |

## 其他製作人員
- 執行製片：溫伯南
- 助導：夏祖輝、馬斐
- 場記：方翔
- 燈光：陳輝炎、陳芬
- 道具：黎沃
- 化妝：吳緒清
- 梳妝：彭雁聯
- 服裝：劉季友
- 錄音：王永華
- 佈景：陳景森

## 備註
1. 1 2  香港電影票房 1977 〔華語電影〕，〈香港電影票房全紀錄〉

## 外部連結
- 開眼電影網上《佛跳牆》的資料（繁體中文）
- 香港影庫上《佛跳牆》的資料（繁體中文）
- 时光网上《佛跳牆》的資料（简体中文）
- 豆瓣电影上《佛跳牆》的資料 （简体中文）
- 互联网电影数据库（IMDb）上《佛跳牆》的资料（英文）